# 沈峻
沈峻（5世紀—？），字士嵩，吳興武康人，南北朝南梁官員與儒者。
沈峻家庭以前是農夫，他好學，跟隨舅父太史叔明在族人沈麟士門下學習多年。沈峻日夜自學，打盹時就會拿杖打自己，志向很堅定。沈麟士去世後就出都遊歷講授，於是精通《五經》，尤其關於《三禮》。他最初任職王國中尉，不久遷任侍郎，兼國子助教。當時吏部郎陸倕與僕射徐勉寫信推薦沈峻：「五經博士庾季達需要替換，朝廷一定細心選擇。但凡聖賢可講的書籍，一定從《周官》立義，所以《周官》一書是各經書的源頭。此學不傳多年，北方人孫詳、蔣顯亦曾經聽講學習，而音韻不同，因此學徒不來我國；只有助教沈峻特別精通此書。近日開講肆授課，儒生劉岩、沈宏、沈熊等人都拿經書坐下，追隨他接受學業，令人嘆服無閒言。只管任用此人，命令他專注此學，這樣聖人的正典可以再興；為學者傳世。」徐勉同意，就上奏讓沈峻兼任五經博士。他在國子館講授，常常有數百人聽學。之後他外任華容縣令，除授員外散騎侍郎，再兼官五經博士。其時中書舍人賀琛奉詔寫《梁官》，禀告他及孔子袪補任西省學士，協助撰寫。《梁官》完成後入朝兼任中書通事舍人，外任武康縣令，在任內去世。

## 家族
- 兒子沈文阿，繼承父業，尤其明白《左氏傳》。太清年間，自國子助教任五經博士[5][6]

## 弟子
- 吳郡張及、會稽孔子雲，官至《五經》博士、尚書祠部郎[5][6]

## 引用
1. 1 2  《梁書·卷四十八·列傳第四十二》：沈峻字士嵩，吳興武康人。家世農夫，至峻好學，與舅太史叔明師事宗人沈麟士門下積年。晝夜自課，時或睡寐，輒以杖自擊，其篤志如此。麟士卒後，乃出都，遍遊講肆，遂博通《五經》，尤長《三禮》。
2. 1 2  《南史·卷七十一·列傳第六十一》：沈峻字士嵩，吳興武康人也。家世農夫，至峻好學。與舅太史叔明師事宗人沈麟士，在門下積年，晝夜自課。睡則以杖自擊，其篤志如此。遂博通五經，尤長三禮。
3. ↑  《梁書·卷四十八·列傳第四十二》：初爲王國中尉，稍遷侍郎，並兼國子助教。時吏部郎陸倕與僕射徐勉書薦峻曰：「《五經》博士庾季達須換，計公家必欲詳擇其人。凡聖賢可講之書，必以《周官》立義，則《周官》一書，實爲羣經源本。此學不傳，多歷年世，北人孫詳、蔣顯亦經聽習，而音革楚、夏，故學徒不至；惟助教沈峻，特精此書。比日時開講肆，羣儒劉岩、沈宏、沈熊之徒，並執經下坐，北面受業，莫不嘆服，人無間言。第謂宜卽用此人，命其專此一學，周而復始。使聖人正典，廢而更興；累世絕業，傳於學者。」勉從之，奏峻兼《五經》博士。
4. ↑  《南史·卷七十一·列傳第六十一》：為兼國子助教。時吏部郎陸倕與僕射徐勉書薦峻曰：「凡聖賢所講之書，必以周官立義，則周官一書，實為群經源本。此學不傳，多歷年世。北人孫詳、蔣顯亦經聽習，而音革楚、夏，故學徒不至；唯助教沈峻特精此書，比日時開講肆，群儒劉岩、沈宏、沈熊之徒，並執經下坐，北面受業，莫不嘆服，人無間言。弟謂宜即用此人，令其專此一學，周而復始，使聖人正典廢而更興。」勉從之。奏峻兼五經博士。
5. 1 2 3  《梁書·卷四十八·列傳第四十二》：於館講授，聽者常數百人。出爲華容令，還除員外散騎侍郎，復兼《五經》博士。時中書舍人賀琛奉敕撰《梁官》，乃啓峻及孔子袪補西省學士，助撰錄。書成，入兼中書通事舍人。出爲武康令，卒官。子文阿，傳父業，尤明《左氏傳》。太清中，自國子助教爲《五經》博士。傳峻業者，又有吳郡張及、會稽孔子雲，官皆至《五經》博士、尚書祠部郎。
6. 1 2 3  《南史·卷七十一·列傳第六十一》：于館講授，聽者常數百人。及中書舍人賀琛奉敕撰梁官，乃啟峻及孔子驅補西省學士，助撰錄。書成，入兼中書通事舍人。出為武康令，卒官。傳峻業者，又有吳郡張及、會稽孔子雲，官皆至五經博士、尚書祠部郎。

## 延伸阅读
[在维基数据编辑]
 《梁書·卷48》，出自姚思廉《梁書》